# Justicia phlomoides
Justicia phlomoides är en akantusväxtart som beskrevs av Gottfried Wilhelm Johannes Mildbraed. Justicia phlomoides ingår i släktet Justicia och familjen akantusväxter. Inga underarter finns listade i Catalogue of Life.